# Henri-Georges Clouzot

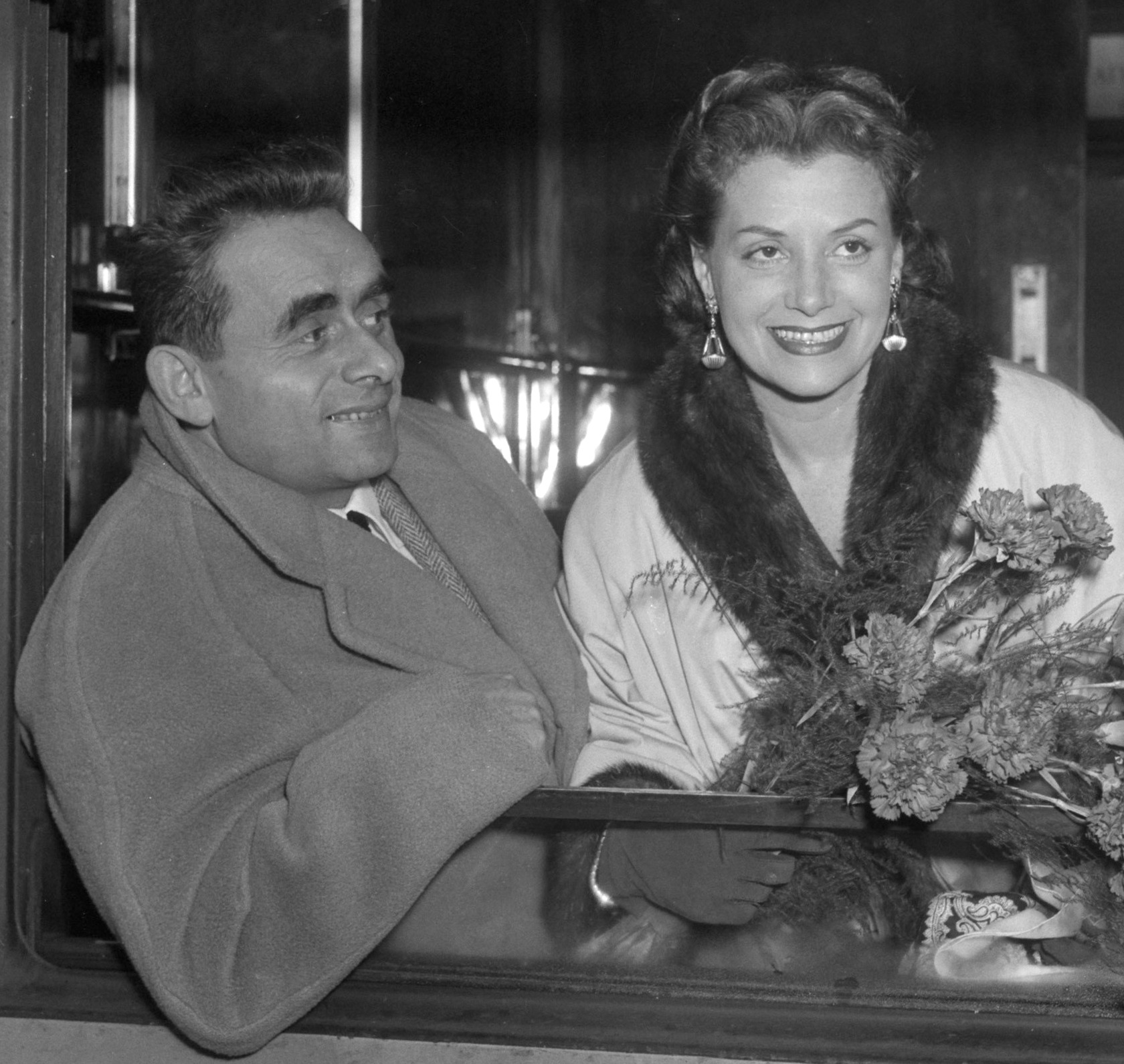
Henri-Georges Clouzot mit seiner ersten Ehefrau Véra (1953)

Henri-Georges Clouzot (* 20. November 1907 in Niort; † 12. Januar 1977 in Paris) war ein französischer Filmregisseur.

## Leben
Der Sohn eines Buchhändlers und Verlegers sollte nach dem Wunsch seiner Eltern eigentlich zur Marine gehen. Sie schickten ihn nach Brest auf die École navale. Die Karrierepläne wurden jedoch von einer starken Kurzsichtigkeit durchkreuzt, welche bei der Aufnahmeprüfung festgestellt wurde. Mit dem Berufsziel Diplomat studierte Clouzot Jura, bis die Weltwirtschaftskrise den Reichtum seiner Familie vernichtete und eine Fortsetzung des Studiums unmöglich machte. Clouzot wurde Journalist beim Boulevardblatt „Paris-Midi“. 1931 nahm er das Angebot von Adolphe Osso an, in dessen Produktionsfirma als Filmeditor und Drehbuchbearbeiter zu arbeiten. Später assistierte er Anatole Litvak und Ewald André Dupont in Berlin, anschließend erstellte er in Neubabelsberg französische Fassungen deutscher Filme. Als der Schritt zum ersten eigenen Film bereits nahe schien, warf ihn 1933 eine schwere Lungenerkrankung zurück; sie zwang ihn fünf Jahre lang in ein Sanatorium. 1938 kehrte er als Autor ins Filmgeschäft zurück.
Seinen Einstand gab er 1942 mit Der Mörder wohnt Nr. 21, im Jahr darauf folgte Der Rabe. Beide Regiearbeiten gelten heute als Meisterwerke der Filmkunst.
Nach der Befreiung von der deutschen Besatzung erhielt Clouzot zunächst Berufsverbot, wegen angeblich zu enger Zusammenarbeit mit dem Feind. Dank prominenter Persönlichkeiten wie Pierre Bost, Jacques Becker oder Henri Jeanson kehrte er jedoch bald wieder in sein Metier zurück und wurde später auf den Filmfestivals von Venedig und Cannes mit Auszeichnungen bedacht. 1947 führte er bei Unter falschem Verdacht Regie.
Ein bleibendes Denkmal für die Filmkunst schuf Clouzot 1953 mit Lohn der Angst. Mit den französischen Filmstars Yves Montand und Charles Vanel in den Hauptrollen fand der Film nicht nur in Frankreich, sondern auch international große Beachtung. 1953 gewann der Film auf der Berlinale den Goldenen Bären und auch bei den Filmfestspielen von Cannes den Hauptpreis. Neben weiteren berühmten Filmen fand Clouzots Thriller Die Teuflischen (1955) besonderen Anklang beim Publikum.
Die Hollywood-Remakes seiner bekanntesten Filme Lohn der Angst und Die Teuflischen konnten nicht an die Originale heranreichen. Im Rahmen einer Konzertverfilmung arbeitete Clouzot mit Herbert von Karajan zusammen. Als Gilbert Bécaud Ende 1963 im Pariser Olympia erstmals sein Chanson L’Orange öffentlich präsentierte, hatte Clouzot es sich nicht nehmen lassen, diesen Auftritt persönlich zu inszenieren. Er war der Lieblingsregisseur von Romy Schneider.
Von 1950 bis zu ihrem Tod war er mit Véra Clouzot (1913–1960) verheiratet, die in einigen seiner Filme auftrat. Seine zweite Ehefrau war die ebenfalls verwitwete Inès de Gonzalès (geb. Bise). Clouzot starb am 12. Januar 1977 im Alter von 69 Jahren in Paris. Er wurde auf dem Cimetière de Montmartre beerdigt, wo bereits seine erste Ehefrau ihre letzte Ruhestätte gefunden hatte.

## Filmografie (Auswahl)
- 1931: La terreur des Batignolles
- 1933: Alles für die Liebe (Tout pour l'amour)
- 1933: Prinzessinenlaune (Caprice de princesse)
- 1942: Der Mörder wohnt Nr. 21 (L'assassin habite au 21)
- 1943: Der Rabe (Le corbeau)
- 1947: Unter falschem Verdacht (Quai des Orfèvres)
- 1949: Manon
- 1949: Die Rückkehr in das Leben (Le retour à la vie)
- 1950: Die Reise nach Brasilien (unvollendet; Le voyage en Brésil)
- 1950: Miquette et sa mère
- 1953: Lohn der Angst (Le salaire de la peur)
- 1955: Die Teuflischen (Les diaboliques)
- 1955: Picasso (Le mystère Picasso) – Dokumentarfilm
- 1957: Spione am Werk (Les espions)
- 1960: Die Wahrheit (La vérité)
- 1964: L'enfer (unvollendet; die deutsche Übersetzung des Titels wäre Die Hölle)
- 1967: Große Dirigenten (Grands chefs d'orchestre: Messa da Requiem von Giuseppe Verdi) – Dokumentarfilm über ein Konzert von Herbert von Karajan zu Ehren von Arturo Toscanini
- 1968: Seine Gefangene (La prisonnière)